# 7750 McEwen
A 7750 McEwen (ideiglenes jelöléssel 1988 QD1) a Naprendszer kisbolygóövében található aszteroida. Carolyn S. Shoemaker és Eugene Merle Shoemaker fedezte fel 1988. augusztus 18-án.